# Gersthofen
Gersthofen ist eine Stadt im bayerisch-schwäbischen Landkreis Augsburg und grenzt unmittelbar an die Stadt Augsburg.

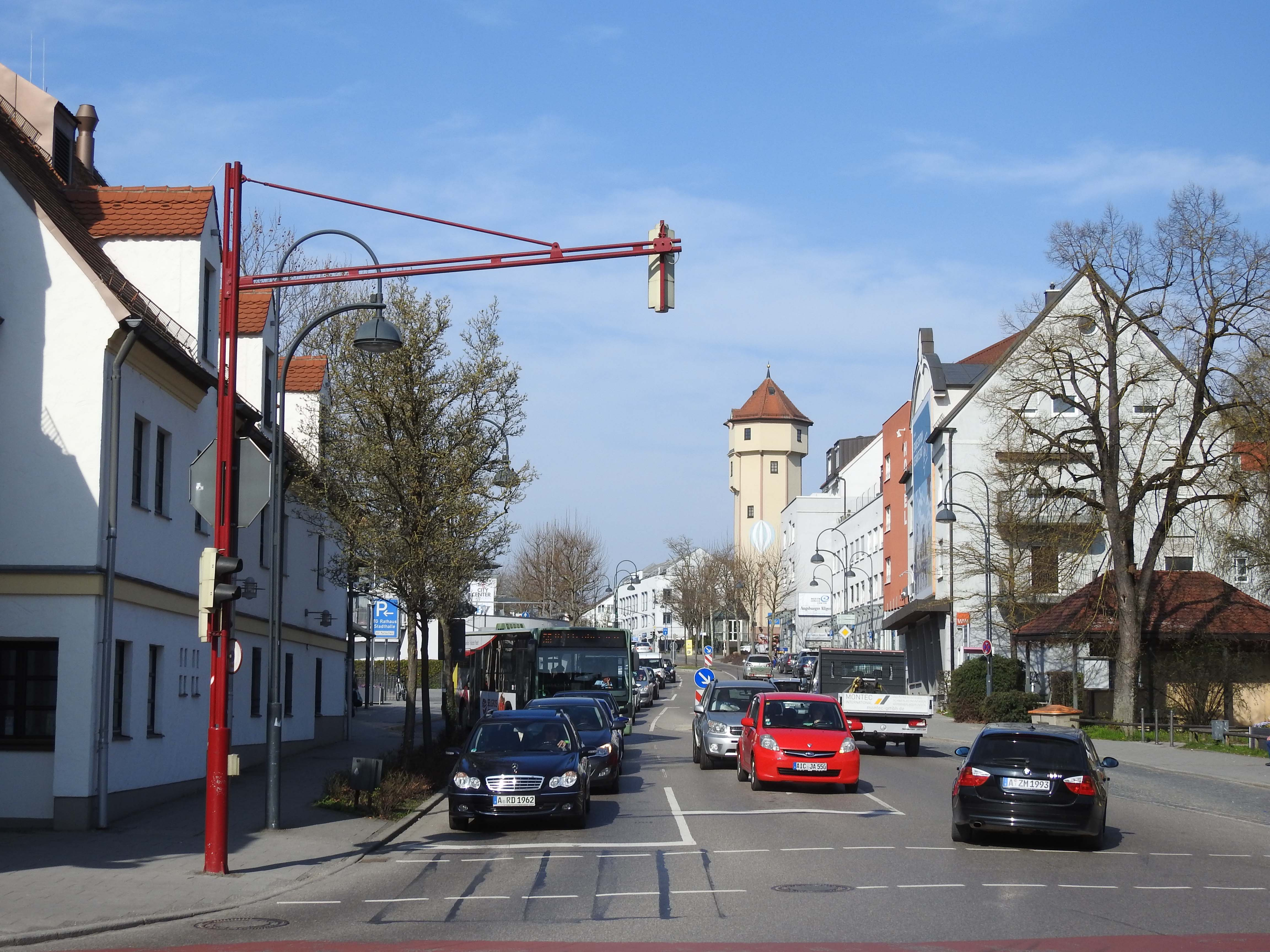
Bahnhofstraße mit Ballonmuseum in Gersthofen

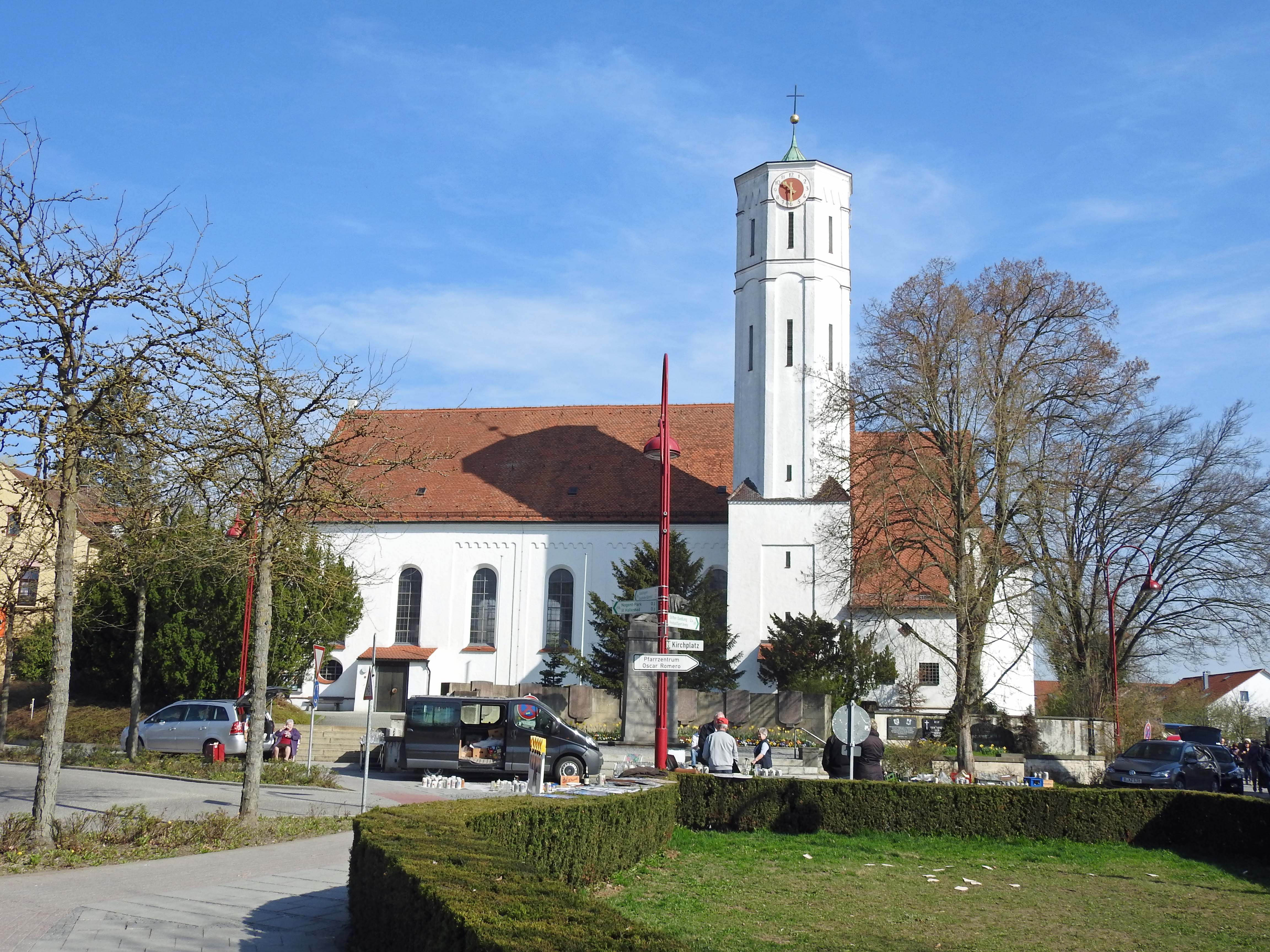
Kirchplatz in Gersthofen

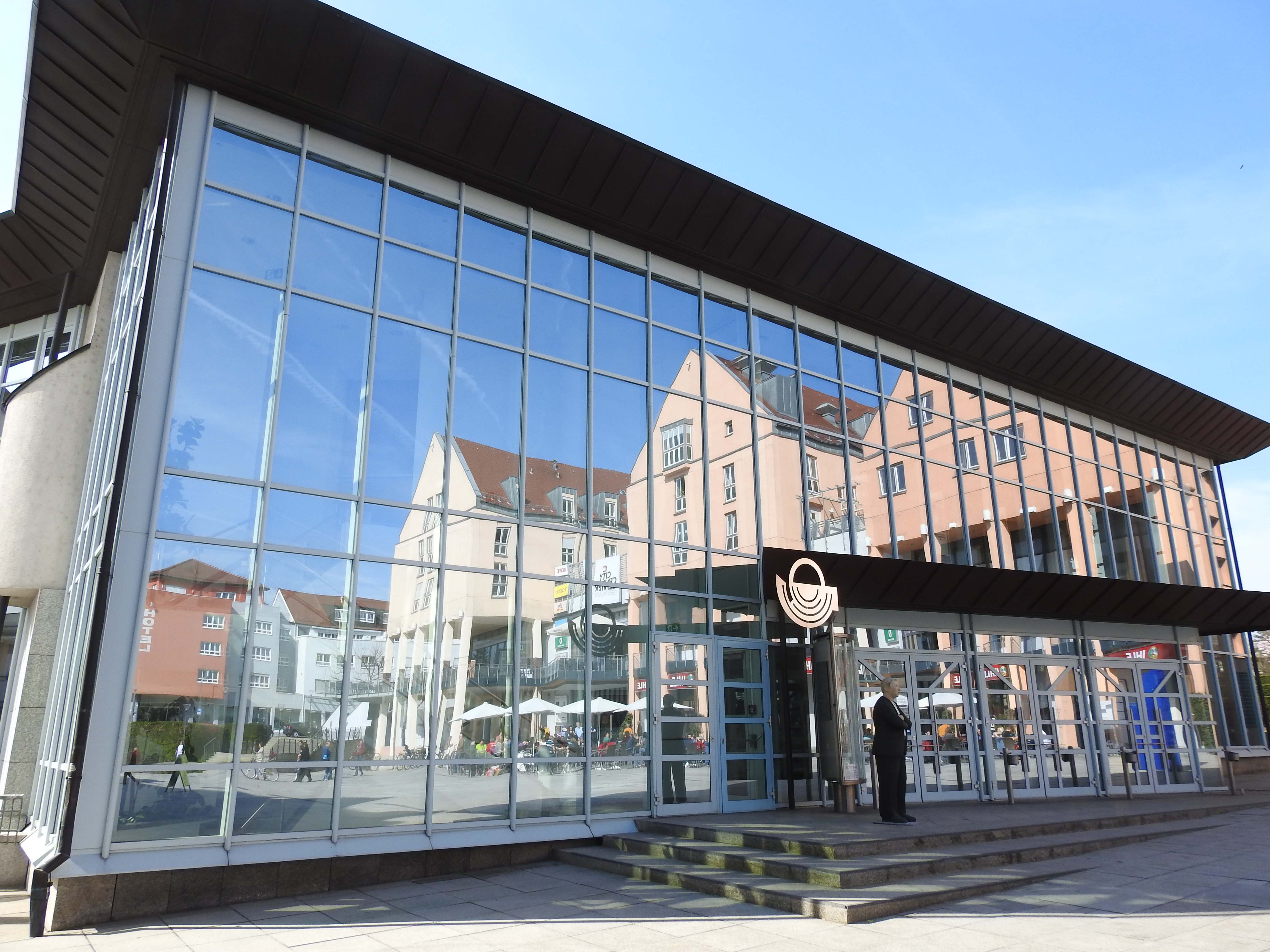
Stadthalle Gersthofen

## Stadtgliederung
Die Stadt hat sieben Stadtteile (in Klammern ist der Siedlungstyp angegeben):
- Batzenhofen (Pfarrdorf)
- Edenbergen (Dorf)
- Gailenbach (Weiler)
- Gersthofen (Hauptort)
- Hirblingen (Pfarrdorf)
- Peterhof (Weiler)
- Rettenbergen (Dorf)

## Geschichte

### Vor- und Frühgeschichte

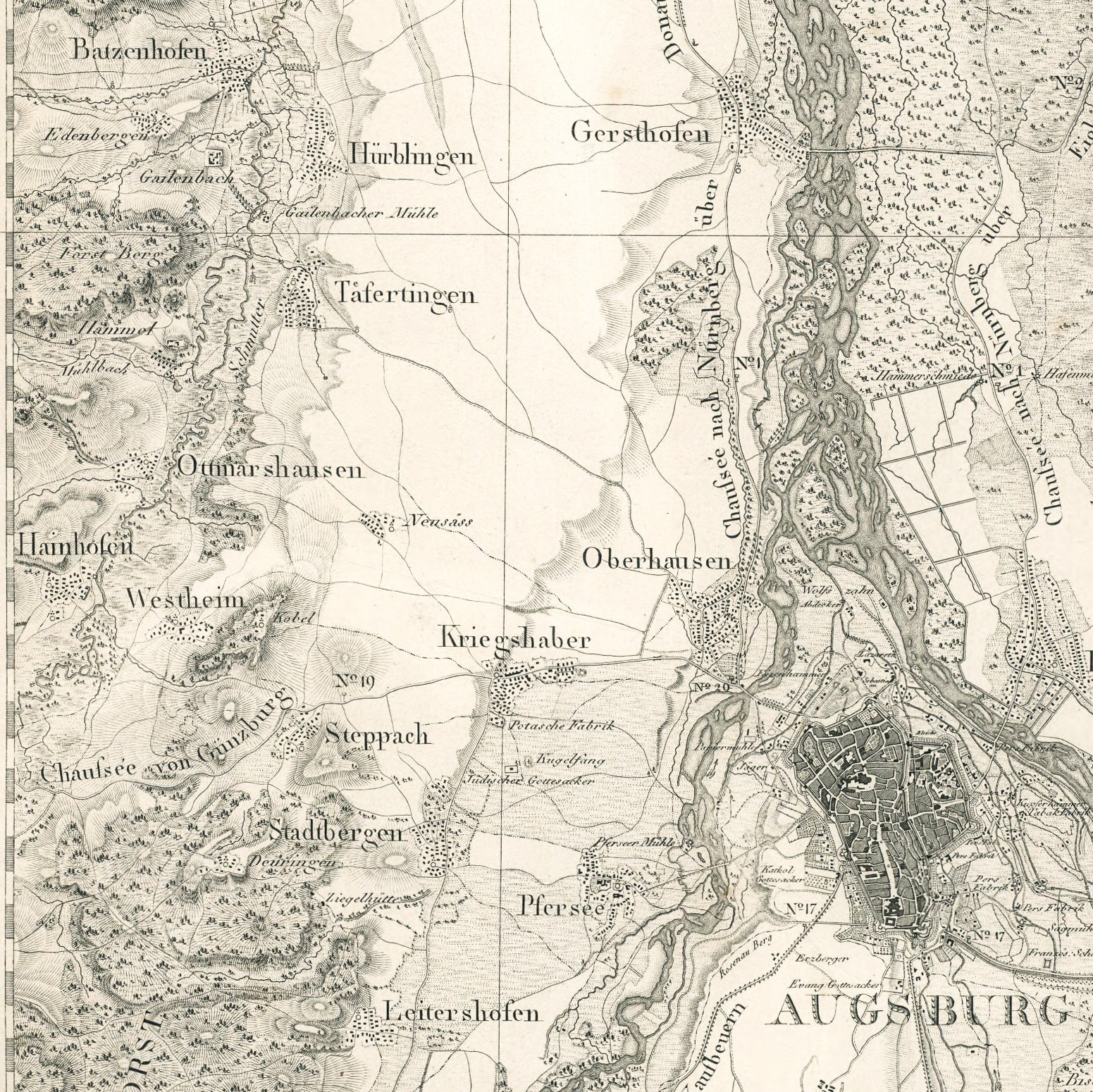
Gersthofen auf einer topographischen Karte, vor 1830

Gersthofen gilt als uralte Siedlungsstätte. Früheste Anzeichen menschlicher Besiedelung stammen aus der Jungsteinzeit (ca. 3000 v. Chr.). In der späten Hallstattzeit (500–400 v. Chr.) siedelten Kelten auf der Flur. Sie gehörten der Stammesgruppe an, die die Römer Vindeliker nannten. 1964 wurden bei Kanalbauarbeiten die Überreste eines keltischen Frauengrabes, darunter ein Bronzearmreif aus dem 4. Jahrhundert v. Chr., entdeckt. Südlich des Peterhofes, eines Weilers auf der Gemarkung des Gersthofner Stadtteils Rettenbergen, liegt eine spätkeltische Viereckschanze. Sie entstand in der späten La-Tène-Zeit und wird von der neueren Forschung als Gutshof interpretiert, der in ein größeres Siedlungsgefüge eingebunden war.
Mit den Augusteischen Alpenfeldzügen im Jahre 15 v. Chr. endete die Herrschaft der Kelten, ihr Gebiet fiel an die Römer. Zur Erschließung der neuen, später Raetia genannten Provinz wurde die römische Heerstraße Via Claudia Augusta angelegt, die Norditalien mit dem süddeutschen Raum verband. Bei Kanalisationsarbeiten in Gersthofen in den 1950er Jahren konnte die nördliche Fortsetzung der Via Claudia Augusta nachgewiesen werden, die das Gemeindegebiet in einer Länge von ca. 5800 Metern durchzog.
Die Pfarrkirche St. Jakobus major steht auf den Resten eines römischen Heiligtums aus dem 1. Jahrhundert, das bei den Abrissarbeiten 1854/55 entdeckt wurde. Möglicherweise diente es dem römischen Gott Mercurius als Opferstätte. Laut der Weiheinschrift war der Stifter ein romanisierter Kelte namens Senno. Da kein Fundament oder Grundriss eines Tempels vorzufinden war, könnten die Spolien auch erst für den Bau einer Kirche dorthin transferiert worden sein.

### Mittelalter
Mit dem Ende der Römerzeit und dem Zusammenbruch des Limes um 260 n. Chr. drangen Alemannen in das Land zwischen Lech und Iller vor. So weist auch ein 1932 in Gersthofen gefundenes Reihengrab auf die ersten Spuren alemannischer Besiedlung hin. Der ehemalige Klosterhof bildete den historischen Siedlungskern Gersthofens. Auf dem Areal stand seit der zweiten Hälfte des 7. Jahrhunderts der Herrenhof eines Germanen Gerfred, aus welchem später ein karolingischer Meierhof und spätere Widdum hervorgingen.
Der Ortsname Gersthofen leitet sich von dem ersten Sippen- oder Dorfoberhaupt ab. Die erste Erwähnung erfolgte 969 in Urkunde des Bischofs Ulrich von Augsburg, der dem neu gegründeten Kloster St. Stephan von der Äbtissin Elensinda als Kirchenlehen genossene Güter und Gefälle zu Gerfredeshoua überließ. 1150 wurde in einer Urkunde des späteren Klosters Heilig-Kreuz die Schenkung einer Hube mit Zugehör in Gereshouen erwähnt, welche mit weiteren Besitzungen von Bischof Walther bestätigt wurde.
In der Bulle des Papstes Coelestin II. von 1143 erscheint Gersthofen bereits unter den Besitzungen des Domkapitels Augsburg. Es besaß u. a. das Recht, die Meier der Höfe in Gersthofen, Mertingen und Biberbach selbst zu benennen. Durch Kauf und Tausch brachte das Kapitel nach und nach das ganze Dorf an sich. Die Niedere Gerichtsbarkeit ließ das Domkapitel durch einen in Gersthofen eingesetzten eigenen Oberamtspfleger ausüben. Außer dem Domkapitel als Hauptbesitzer waren Augsburger Bürger und Klöster in Besitz einzelner Höfe und Parzellen, als bischöfliches, domkapitelsches oder gemeines Lehen. Für die Blutgerichtsbarkeit war zunächst die territoriale Landvogtei der Markgrafschaft Burgau zuständig. Durch Pfandschaft gelangte sie schließlich an die Reichsstadt Augsburg.

### Neuzeit
Nach der Säkularisation fiel Gersthofen 1803 an das Kurfürstentum Bayern. 1804 wurde Gersthofen durch die Verwaltungsneugliederung Bayerns in das Landgericht Göggingen eingegliedert. Im Zuge der Verwaltungsreformen in Bayern entstand mit dem Gemeindeedikt von 1818 die heutige Gemeinde. Sie gehörte ab 1808 zum Lechkreis, ab 1810 zum Oberdonaukreis und ab 1838 zum Kreis Schwaben und Neuburg, dem späteren Regierungsbezirk Schwaben. 1844 zählte Gersthofen 109 Wohnhäuser, 144 Familien und 640 Bewohner. Die Flurmarkung hatte eine Größe von 4187 Tagwerken.
Einen besonderen Schub erhielt die Entwicklung Gersthofens um 1900 durch den Bau des Lechkanals mit Wasserkraftwerk und des dadurch mit Elektrizität versorgten Hoechst-Werks. 1904 erhielt Gersthofen den Flugplatz Gersthofen-Gablingen, der nach dem Zweiten Weltkrieg von amerikanischen Truppen als Kaserne genutzt wurde und seitdem auf den Fluren der Gemeinde Gablingen liegt. Nach dem Zweiten Weltkrieg erhöhte sich die Einwohnerzahl sprunghaft durch die Zuweisung von Vertriebenen. Von 1939 bis zum Juli 1954 wuchs die Einwohnerzahl Gersthofens von 4.584 auf 8.164 Personen, was einen Anstieg der Bevölkerungszahl um 78,1 % bedeutete.
Die Gemeinde wurde 1950 zum Markt und 1969 zur Stadt erhoben. Zwischen 1988 und 2018 wuchs die Stadt um 5.394 von 17.079 auf 22.473 Einwohner (Steigerung von 31,6 %). Gersthofen soll bis 2030 nicht mehr als 27.000 Einwohner haben.

### Bevölkerungsentwicklung

Einwohnerentwicklung von Gersthofen von 1809 bis 2016

| Jahr | Einwohnerzahl |
| ---- | ------------- |
| 1809 | 439           |
| 1840 | 690           |
| 1900 | 1.707         |
| 1910 | 2.138         |
| 1919 | 2.272         |
| 1933 | 3.193         |
| 1939 | 4.581         |
| 1946 | 5.928         |

| Jahr | Einwohnerzahl |
| ---- | ------------- |
| 1956 | 8.931         |
| 1961 | 10.783        |
| 1971 | 15.713        |
| 1981 | 17.002        |
| 1988 | 17.032        |
| 1991 | 17.938        |
| 1995 | 19.127        |
| 1997 | 20.166        |

| Jahr | Einwohnerzahl |
| ---- | ------------- |
| 2003 | 21.173        |
| 2005 | 21.013        |
| 2006 | 20.248        |
| 2007 | 20.379        |
| 2008 | 20.319        |
| 2009 | 20.564        |
| 2010 | 20.805        |
| 2011 | 20.870        |

| Jahr | Einwohnerzahl |
| ---- | ------------- |
| 2012 | 21.625        |
| 2013 | 21.311        |
| 2014 | 21.685        |
| 2015 | 21.908        |
| 2016 | 22.120        |
| 2017 | 22.430        |
| 2018 | 22.473        |
| 2019 | 22.451        |

| Jahr | Einwohnerzahl |
| ---- | ------------- |
| 2020 | 22.602        |
| 2021 |               |
| 2022 |               |
| 2023 | 24.282        |
| 2024 |               |
| 2025 |               |
| 2026 |               |
| 2027 |               |

### Stadtteile
Auf freiwilliger Basis haben sich die ehemaligen Gemeinden Hirblingen (1. Januar 1975), Batzenhofen, Edenbergen und Rettenbergen (alle 1. Januar 1978) der Stadt Gersthofen angeschlossen. Wirklich freiwillig ging aber nur Hirblingen bereits im Vorfeld der Gemeindereform 1975 nach der Amtsaufgabe des damaligen Bürgermeisters Pfiffner in Ermangelung eines Nachfolgers diesen Schritt. Die anderen drei Gemeinden hatten lediglich die Wahl zwischen dem Anschluss an Gablingen oder Gersthofen.
Ein Zusammenlegen der drei Gemeinden Batzenhofen, Edenbergen und Rettenbergen wurde vor dem Ersten Weltkrieg noch als schädlich erachtet und demzufolge auch strikt abgelehnt. Im Rahmen der Gemeindereform 1975 wäre dies jedoch für viele Bürger die Wunschlösung gewesen. Durch die Entscheidung Hirblingens waren die Weichen für die restlichen „westlichen Gemeindeteile“ jedoch bereits gestellt.

#### Batzenhofen

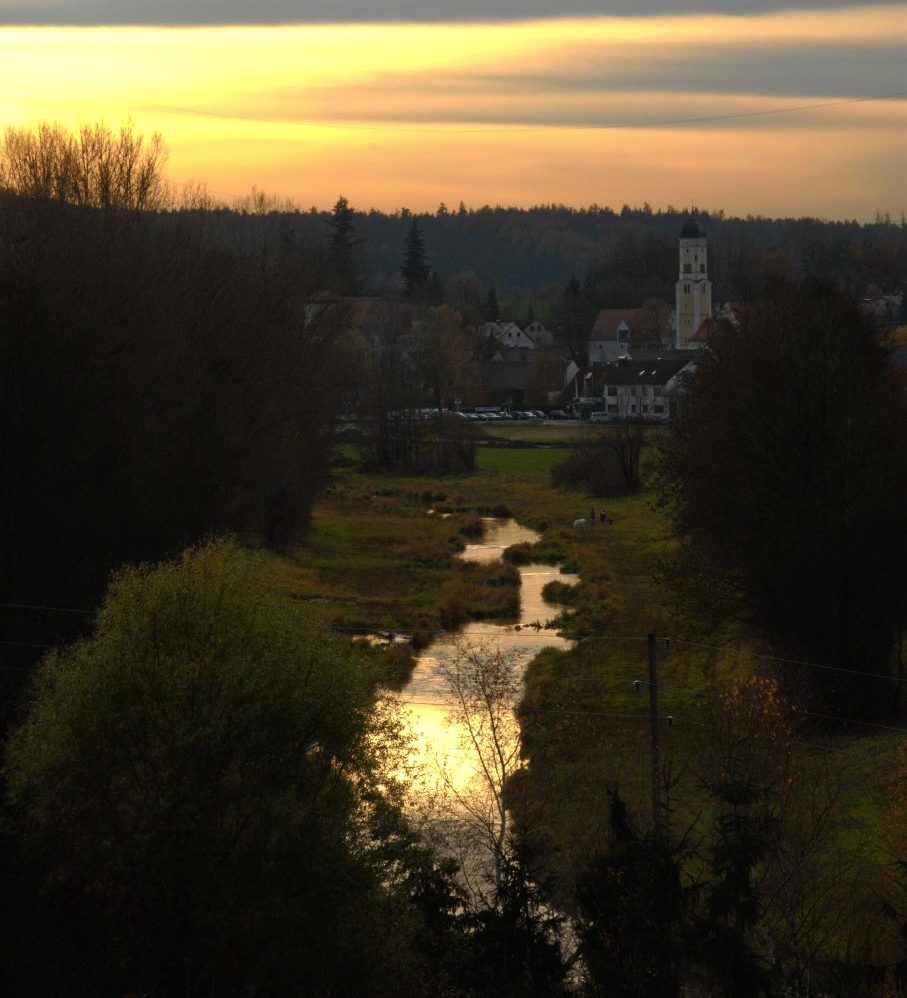
Batzenhofen an der Schmutter

Der nordwestlich von Gersthofen am linken Schmutterufer beiderseits des hier mündenden Böglegrabens gelegene Stadtteil wurde schon im 8. Jahrhundert urkundlich erwähnt. Die Gründung Batzenhofens fällt ebenfalls ins 8. Jahrhundert. Auch die Mutterkirche St. Martin der Hirblinger Urmark gehört – v. a. wegen des Ortsnamens – möglicherweise in diese sehr frühe Zeit.
Das hohe Alter Batzenhofens ergibt sich aus seiner Lage im Altsiedelgebiet an der Schmutter sowie aus der Tatsache, dass es den fränkischen Reichsheiligen St. Martin zum Kirchenpatron hat. Friedrich Barbarossa machte auf dem Weg von Göggingen nach Goslar 1154 in Batzenhofen Station. Eckpfeiler der urkundlichen Tradition ist die Ulrichsurkunde von 969. Damals erhielt das neu gegründete Frauenkloster St. Stephan in Augsburg schenkungsweise als Erstausstattung Güter in Batzenhofen. Der Ort stieg zu einem der drei stephanischen Ämter auf und wurde die Zentrale der ländlichen Besitzungen des Stifts. 1750 wurde Schloss Batzenhofen vom Stift errichtet.
Batzenhofen veränderte seinen Ortsnamen oft; so wird der Ort in der Ulrichsurkunde 969 als Pazenhoua bezeichnet. Später im 11. Jahrhundert hieß er Pacenhoven, im 12. Jahrhundert Battzenhouen, Pacinhouen und Pazzenhouen. Um 1195 wurde der Ort Bazzenhouen genannt, 1257 Bazinhovin. Ab 1440 erhielt der Ort seinen bis heute gültigen Namen, Batzenhofen, was bei den Höfen des Bazzo bedeutet.
Die eigentliche Entwicklung begann nach 1945. Infrastruktureinrichtungen wurden geschaffen, Baugebiete ausgewiesen und eine Mehrzweckhalle erstellt. Am 1. Januar 1978 wurde Batzenhofen eingemeindet. Batzenhofen zählt heute rund 900 Einwohner, seine Gemeindefläche beträgt 344 ha, wovon 99 ha auf Wald entfallen.

#### Edenbergen
Edenbergen ist wahrscheinlich im 11. Jahrhundert auf dem Höhenrücken zwischen dem Gailenbach und dem Böglebach als Rodesiedlung im Bereich der Urmark Hirblingen entstanden. Von 1382 bis 1803 war Edenbergen im Besitz des Damenstiftes St. Stephan. Zu Edenbergen gehören der 1283 urkundlich erstmals erwähnte Weiler Gailenbach mit dem gleichnamigen Schloss und Gutshof sowie die Gailenbacher Mühle. Etwas mehr als 300 Bewohner zählt der westlich gelegene Stadtteil. Über seine 441 ha große Gemeindefläche – 217 ha davon sind Wald – verläuft die Autobahn A 8. Edenbergen wurde am 1. Januar 1978 eingemeindet.

#### Hirblingen
Hirblingen wird urkundlich im 11. Jahrhundert erstmals aufgeführt. Bodenfunde bezeugen aber, dass der Ort eine sogenannte Ursiedlung alemannischen Ursprungs ist. Die Grundherrschaft übten im Mittelalter das Reichsstift St. Ulrich und Afra sowie Augsburger Klöster und Patrizierfamilien aus. Im Jahre 1699 kam Hirblingen an die Hospitalstiftung zu Augsburg, die bis zur Säkularisation Grundherr blieb. Der Stadtteil hat etwa 820 Einwohner, seine Gemeindefläche umfasst 446 ha. Hirblingen wurde am 1. Januar 1975 eingemeindet.

#### Rettenbergen
Auch Rettenbergen ist vermutlich im 11. Jahrhundert als Rodeort in der Hirblinger Urmark entstanden. Im 12. Jahrhundert wird Rutinbergen zum ersten Male erwähnt. Im Gemeindegebiet liegt das beliebte Ausflugsziel Peterhof, seit 1488 als St. Peter urkundlich nachgewiesen. Obwohl Rettenbergen seit 1575 die eigene Dorfkirche St. Wolfgang besitzt, gehört der Ort wie auch Edenbergen seit eh und je zum Pfarrsprengel Batzenhofen. Der 450-Seelen-Stadtteil liegt direkt am Wald, seine Fläche umfasst 684 ha. Rettenbergen wurde am 1. Januar 1978 eingemeindet.

#### Adalbert-Stifter-Siedlung
Der Anteil der Vertriebenen an der Gesamtbevölkerungszahl lag 1954 bei 22,6 % bzw. 1847 Personen. Um den katastrophalen Wohnraummangel nach dem Krieg zu beheben, entstanden in Gersthofen zwischen 1950 und 1954 280 neue Wohngebäude. Die ersten Blocks für die Flüchtlinge entstanden südlich der Pestalozzischule. Schließlich vergab die Gemeinde an die Flüchtlinge Grund und Boden im Erbbaurecht in der Langemarckstraße und entlang der Ludwig-Hermann-Straße.
Beim Bundeswettbewerb „Die beste Kleinsiedlung“ erhielt die Adalbert-Stifter-Siedlung 1956 in der Gruppe der Neusiedlungen sowohl im Regierungsbezirk von Schwaben wie auch in Bayern den ersten Preis, auf Bundesebene einen Sonderpreis.

## Politik

### Gemeindevorsteher und erste Bürgermeister seit 1815
| Name (Parteizugehörigkeit)                  | Amtszeit                               |
| ------------------------------------------- | -------------------------------------- |
| Josef Lichtenstern                          | 1815–1818                              |
| Josef Scheifele                             | 1819–1820                              |
| Blasius Fleiner                             | 1821–1824                              |
| Josef Mair                                  | 1825–1827                              |
| Lorenz Hillebrand                           | 1828–1830                              |
| Johann Hintermayr                           | 1831–1832                              |
| Michael Gogg                                | 1833–1836                              |
| Johannes Hindermayr                         | 1837–1841                              |
| Simon Mayr (1. Mal)                         | 1842–1847                              |
| Blasius Eser                                | 1848–1853                              |
| Simon Mayr (2. Mal)                         | 1854–1859                              |
| Martin Lichtenstern                         | 1860–1862                              |
| Michael Deuringer (1. Mal)                  | 1863–1875                              |
| Johann Christian Mayr                       | 1876–1880                              |
| Michael Deuringer (2. Mal)                  | 1881–1887                              |
| Michael Hintermayr                          | 1888–1902                              |
| Vinzenz Langhans                            | 1903–1919                              |
| Johann Dichtl                               | 1919–1923                              |
| Josef Kirner                                | 1923–1933                              |
| Karl Lindenmeyer                            | 26. April 1933 bis 30. November 1933   |
| Paul Renz                                   | 1. Dezember 1933 bis 30. November 1934 |
| Jakob Hintermayr                            | 1. Dezember 1934 bis 3. Oktober 1935   |
| Hans Geißer (NSDAP)                         | 3. Oktober 1935 bis 31. Januar 1940    |
| Korbinian Böhmer (NSDAP)                    | 1. Februar 1940 bis 16. September 1940 |
| Georg Wendler (NSDAP; 1. Mal)               | 16. September 1940 bis 27. April 1945  |
| Heinrich Schäffner                          | 28. April 1945 bis 21. Mai 1945        |
| Hans Sturm sen. (SPD)                       | 21. Mai 1945 bis 31. Januar 1946       |
| Josef Scheifele (CSU)                       | 31. Januar 1946 bis 31. März 1947      |
| Josef Helmschrott (bei Wahl parteilos; CSU) | 1. April 1947 bis 30. April 1952       |
| Georg Wendler (parteilos; 2. Mal)           | 1. Mai 1952 bis 1. Juli 1967           |
| Karl J. Weiß (CSU)                          | 1. Juli 1967 bis 30. April 1984        |
| Siegfried Deffner (CSU)                     | 30. April 1984 bis 30. April 2008      |
| Jürgen Schantin (W.I.R., bis 2013 CSU)      | 1. Mai 2008 bis 1. Mai 2014            |
| Michael Wörle (parteilos)                   | seit 1. Mai 2014                       |

### Stadtrat
Der Stadtrat setzt sich aus 30 Stadträten und dem Bürgermeister zusammen.
- SPD: 4
- Grüne: 3
- Bew. Z.: 2
- Pro G.: 2
- W.I.R.: 4
- FW: 6
- CSU: 9

| 2014       | 30,9 | 14,9 | 19,3 | 5,1 | 5,9 | 24,4 | -   |
| Sitze 2014 | 9    | 4    | 6    | 2   | 2   | 7    | –   |
| 2020       | 29,5 | 12,0 | 21,7 | 9,7 | 5,5 | 13,6 | 7,9 |
| Sitze 2020 | 9    | 4    | 6    | 3   | 2   | 4    | 2   |

### Wappen
| Wappen von Gersthofen | Blasonierung: „Gespalten von Rot und Silber, belegt mit einem Kammrad in verwechselten Farben; darunter ein durchgehender blauer Wellenbalken.“ |
| Wappen von Gersthofen | Wappenbegründung: Da das damalige Dorf Gersthofen territorial lange Zeit zum Domstift Augsburg gehörte, kommt in den Wappenfarben Rot und Silber zum Ausdruck. Die Lage der Gemeinde am Lech wurde durch die Aufnahme des blauen Querflusses versinnbildlicht. Aufgrund der starken Industrialisierung Gersthofens erhielt sein Wappen als weiteres leicht deutbares Beizeichen das Kammrad. Der Entwurf stammt vom Heraldiker Otto Hupp und wurde der Gemeinde am 10. März 1937 verliehen. |

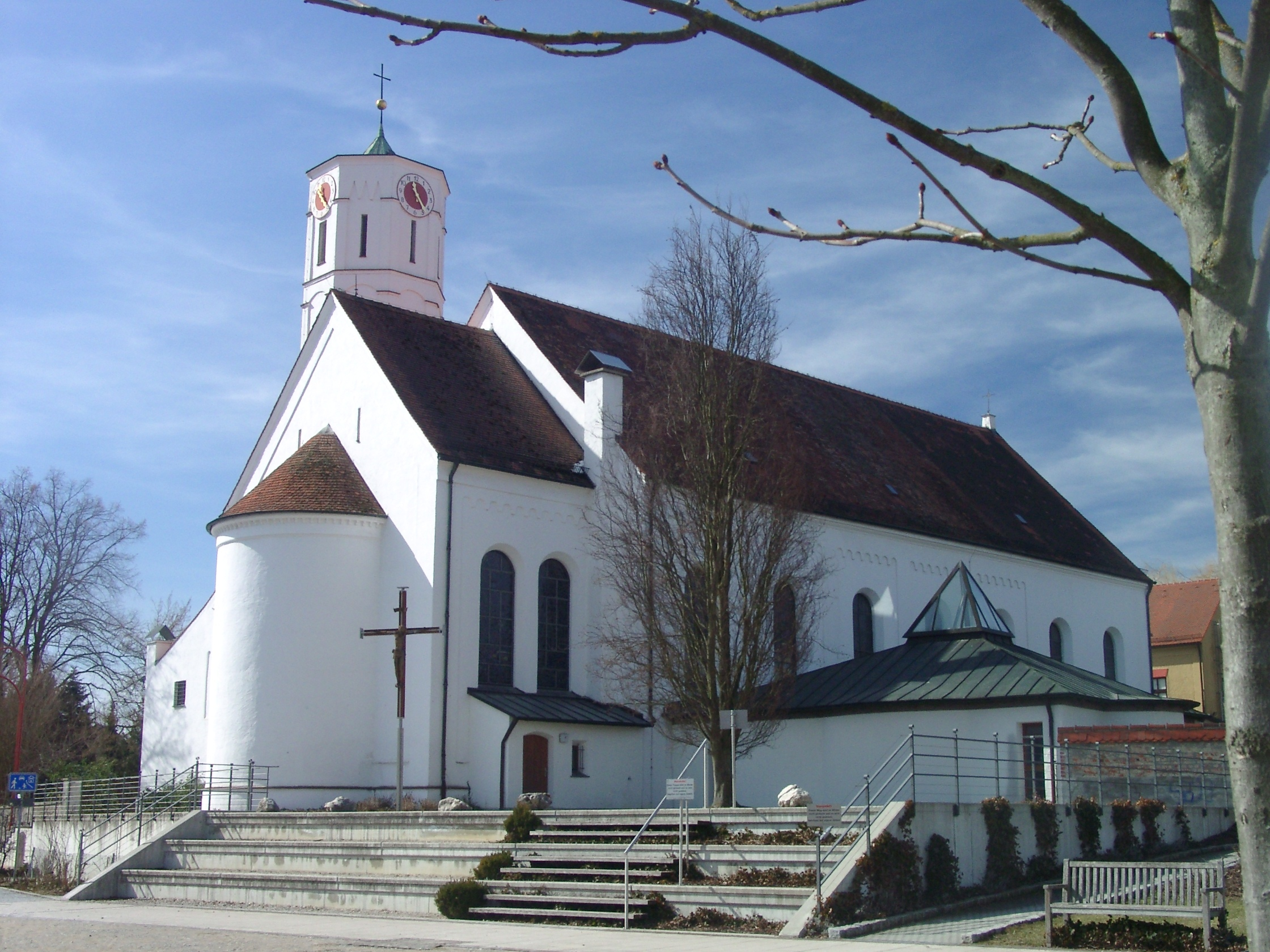
Kirche St. Jakobus in Gersthofen

### Partnerstadt
Frankreich: Seit 1969 ist Gersthofen anlässlich seiner Tausendjahrfeier mit Nogent-sur-Oise verschwistert. Die Kleinstadt liegt 50 Kilometer nördlich von Paris.

## Kultur

### Religionen

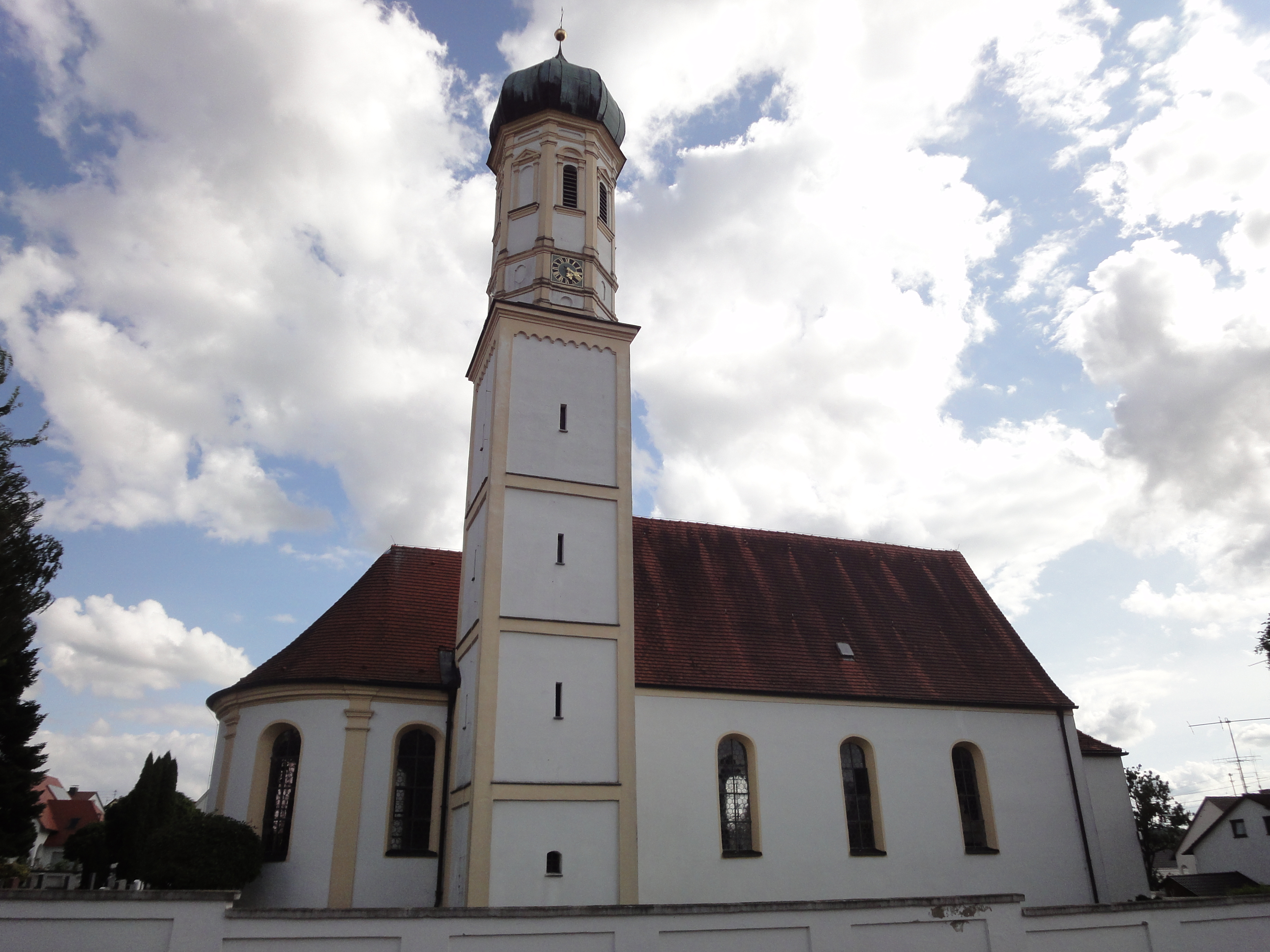
Kirche St. Blasius in Hirblingen

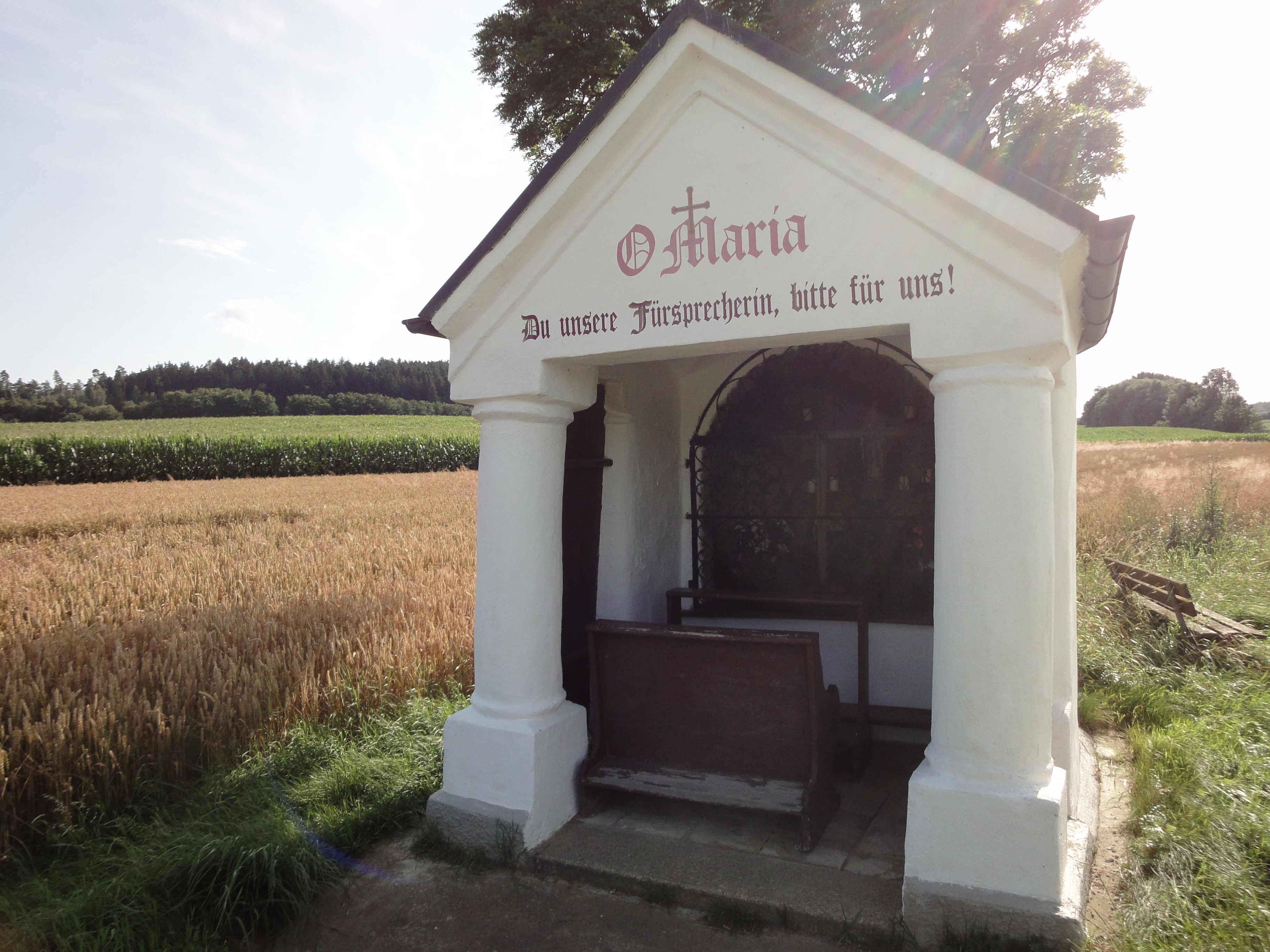
Wegkapelle am Mähder bei Edenbergen

#### Christentum
Ein Großteil der Gersthofer sind Katholiken. Die alte Pfarrkirche St. Jakobus major ist eine Station auf dem Bayerisch-Schwäbischen Jakobusweg über Augsburg nach Lindau. Die Pfarrkirche ist eine neuromanische Saalkirche, die von 1854 bis 1855 durch Georg von Stengel erschaffen und von 1924 bis 1925 durch Michael Kurz durchgreifend verändert wurde. Die Pfarrkirche Maria, Königin des Friedens, ein Beispiel nachkonziliarer Architektur nach einem Entwurf von Hermann Öttl, wurde 1968 konsekriert. Beide Pfarreien wurden 2006 zu der Pfarreiengemeinschaft Gersthofen zusammengelegt.
In den westlichen Stadtteilen liegen die Pfarrkirchen St. Martin und St. Blasius in Hirblingen sowie die Filialkirche St. Wolfgang in Rettenbergen. Gersthofen verfügt zudem über die große Kapelle St. Emmeram und mehrere kleine Kapellen in den Stadtteilen: St. Sebastian in Batzenhofen, die Feldkapelle Mariahilf, die Ortskapelle und die Wegkapelle am Mähder in Edenbergen und eine Wegkapelle in Hirblingen.
Die evangelisch-lutherische Bekenntniskirche ist Zentrum einer Diasporagemeinde, welche die Ortschaften Langweid, Gablingen und auch Gersthofen umfasst. Die Protestanten stellen die zweitgrößte Glaubensgemeinschaft in Gersthofen dar.
Des Weiteren befindet sich auch eine Gemeinde der Neuapostolischen Kirche in Gersthofen.

#### Islam
Die Moscheegemeinde Gersthofen der Türkisch-Islamischen Union übt ihre Glaubenslehre in der Eyüp-Sultan-Moschee aus.

### Öffentliche Gebäude
Zwei der zentral gelegenen öffentlichen Gebäude sind die Stadthalle Gersthofen und das direkt daneben liegende Einkaufszentrum City Center.

### Museen
- Ballonmuseum Gersthofen

### Vereine
In Gersthofen gibt es über 100 Vereine, darunter (Auszug):
Kultur
- Heimat- und Volkstrachtenverein Gersthofen e. V., gegründet 1920

Fasching
- Lechana Gersthofen e. V.
- Kol-la e. V.

Orchester
- Jugendorchester Gersthofen - Schwäbische Bläserbuben e. V.

Sport
- TSV 1909 Gersthofen e. V.
- Sektion Gersthofen e. V. des Deutschen Alpenvereins
- CSC Batzenhofen-Hirblingen
- Luftsportverein Gersthofen e. V. (Segel- und Motorflug)

## Wirtschaft und Infrastruktur

### Die wirtschaftliche Entwicklung
Die Veränderungen der wirtschaftlichen Struktur Gersthofens zeigen sich am deutlichsten in der Veränderung der einzelnen Wirtschaftszweige. Neben 79 landwirtschaftlichen Betrieben verschiedener Größe waren 1930 110 gewerbliche Betriebe vorhanden. 1968 hingegen waren es nur noch 50 landwirtschaftliche, jedoch 337 gewerbliche Betriebe. Die Differenz stieg bis zum Jahre 1985 bzw. 1987 auf 90 landwirtschaftliche zu 724 gewerbliche Betriebe an. Einen besonderen Schub erhielt die Entwicklung Gersthofens um 1900 durch den Bau des Lechkanals mit Wasserkraftwerk und des dadurch mit Elektrizität versorgten Hoechst-Werks, des heutigen Industrieparks Gersthofen.

### Landwirtschaft
Die Anzahl der landwirtschaftlichen Betriebe hat sich von 1949 bis 1968 von 98 auf 50 verringert und damit fast halbiert. Betroffen waren in den ersten fünf Jahren die Betriebe in der Größe unter 2 ha und in der Größe von 2 bis 5 ha, welche sich um 15 + 9 = 24 verminderten, während die nächsthöhere Klasse um einen Betrieb zunahm. In den Jahren von 1954 bis 1959 dehnte sich dieser Schwund auch auf die nächstgrößeren Betriebe, nämlich in der Größe von 5 bis 20 ha, aus: sie nahmen um 8 + 7 = 15 ab, jedoch die Klasse der Betriebe von 20 bis 50 ha um drei zu, woraus wohl mit Recht auf ein Streben nach höherer Rentabilität im größeren Betrieb und als Voraussetzung dazu nach einer Vergrößerung der Betriebsfläche geschlossen werden kann. Die landwirtschaftliche Nutzfläche (LN) betrug 1956: 1094 ha, 1960: 1027,84 ha, 1965: 1021,65 ha und 1968: 970,11 ha. Der Verlust beträgt also zwischen 1956 und 1968 124 ha oder 11,3 %, die Anzahl der Betriebe jedoch verminderte sich von 1954 bis 1968 um 23 oder 31,5 %, womit die oben erwähnte Tendenz zur Verbreiterung der Betriebsbasis im Zuge der Entwicklung der deutschen und europäischen Landwirtschaftspolitik bewiesen ist.
Bedingt durch die Eingemeindungen hat die landwirtschaftlich genutzte Fläche zugenommen. 1985 belief sie sich auf 1750 ha. Diese Fläche wurde von 90 landwirtschaftlichen Betrieben bearbeitet.

### Handwerk
Einer der ältesten handwerklichen Betriebe im Ort war die Werkmannsche Säcklerei. Der Gründer war der 1838 in Pappenheim geborene und 1910 in Gersthofen verstorbene Friedrich Werkmann. Er ließ sich im Frühjahr 1867 im Hause Donauwörther Straße 12 nieder – bis dahin arbeitete in Gersthofen noch kein Säcklermeister – heiratete im Herbst desselben Jahres und errichtet 1870 das jetzige Anwesen Augsburger Straße 26. Seit dieser Zeit wurden in dieser Werkstatt alle Arten von Lederhosen und Lederbekleidungen hergestellt. Der Betrieb wurde am 24. November 1980 eingestellt.
Der 1830 in Gebenhofen geborene Schreiner Andreas Pfaffenzeller erwarb nach seiner Wanderschaft am 4. März 1858 die damalige Schreinersölde Haus Nr. 15 in Gersthofen und machte sich dort selbständig. Schon 1861 konnte er auf dem Grundstück Donauwörther Straße 12 ein Wohnhaus mit zugehöriger Werkstatt errichten. Später kamen handwerkliche Betriebe wie z. B. die ehemalige Wagnerei an der Hauptstraße, der heutigen Donauwörther Straße oder die Schmiede beim Spanner an der Bauernstraße dazu. Größere Betriebe wie das ehemalige Kies- und Schotterwerk folgten.

### Bankwesen
Bereits am 19. März 1882 wurde der Spar- und Darlehenskassenverein Gersthofen gegründet. Eingeladen zur Gründerversammlung hatte der Bürgermeister und Landwirt Michael Deuringer. Es war die erste Niederlassung der Raiffeisengesellschaft im Landkreis Augsburg und die zweite im Regierungsbezirk Schwaben. 16 Männer erklärten ihren Beitritt und wählten den Mühlenbesitzer Thomas Kirner zum ersten nebenberuflichen Rechner des Vereins.
Die Industrialisierung Deutschlands, sein Anschluss an den Weltmarkt und die damit verbundene wirtschaftliche Machtkonzentration in Industrie und Handel hatten die heimische Landwirtschaft sowie mittelständische Handwerksbetriebe und Gewerbetreibende infolge Fehlens geeigneter Krediteinrichtungen in wirtschaftliche Bedrängnis gebracht. Privater Geldwucher war verbreitet und Betriebsschließungen blieben nicht aus. Diese Kreditnot suchte Friedrich Wilhelm Raiffeisen durch gegenseitige Hilfe auf der Basis der Spar- und Darlehenskassenvereinen zu beheben. Der Anfang der Geschäftstätigkeit stand im Zeichen der Darlehenshergabe und des gemeinsamen Warenbezugs der Landwirte. Das alte, im Jahre 1930 erbaute Bankgebäude wurde schon 1937 durch einen Neubau ersetzt; Umbau und Erweiterung folgten 1957, desgleichen 1979/80. Der letzte wesentliche Umbau, der dem Bankgebäude die jetzige Gestalt gab, erfolgte in den Jahren 1979/80.
Eine große Bedeutung im Bankwesen des Landkreises Augsburg hat auch die Kreissparkasse. Sie wurde 1855 vom Distrikt Zusmarshausen ins Leben gerufen. Nach Fischach 1930, Göggingen 1931 und Welden 1932 folgte 1934 in Gersthofen eine Zweigstelle.

### Industrie, Handel und Dienstleistungen
In Gersthofen sind mehrere Unternehmen ansässig, die auch überregional von Bedeutung sind:
- Quantron AG – Hersteller (OEM) und Retro-Fitter für nachhaltige Transportlösungen für Menschen und Waren mit Fokus auf elektrische und wasserstoffbetriebene Transporter, LKW und Busfahrzeuge (im Oktober 2024 Insolvenz[21])
- Gersthofer Backbetriebe GmbH – war eine der größten industriellen Bäckereien in Süddeutschland, Hauptlieferant von Backwaren für Aldi Süd; seit 2015 eine Tochterfirma der Serafin Unternehmensgruppe der Familie Haindl bis zur Insolvenz im Jahr 2018
- Humbaur – einer der führenden Anhänger-Hersteller Europas
- impuls Finanzmanagement AG – Versicherungs- und Finanzdienstleistungsunternehmen
- Kunst-Feuerwerk-Fabrik Fritz Sauer KG – eine der ältesten Feuerwerkfabriken Deutschlands
- Deuter Sport – Hersteller von Rucksäcken
- seele Gruppe – Fassadenbauunternehmen
- roschmann group – Fassadenbauunternehmen
- Dachser SE – Logistikunternehmen mit europaweiter Netzanbindung und Warehousing
- Schenker AG – Logistikunternehmen
- Andreas Schmid Logistik – Logistikunternehmen
- Roman Mayer Logistik Group – Logistikunternehmen
- Faurecia – Entwicklungszentrum für Abgastechnologie
- Hermann Schnierle GmbH – Hersteller von Sitzsystemen
- Im Industriepark Gersthofen sind angesiedelt:
  - Arizona Chemical – Marktführer in der Resine und Dresinate-Herstellung
  - Clariant GmbH Deutschland – Großkonzern für Spezialchemikalien
  - INVISTA Resins & Fibers GmbH – Großkonzern im Bereich der Kunststoffherstellung, z. B. Polyester und Nylon
  - Malerwerkstätten Heinrich Schmid – Niederlassung Gersthofen, die Unternehmen der Gruppe (einer der führenden Europas) bieten Malerarbeiten sowie verwandte Dienstleistungen im Segment Innenausbau an.

Ferner steht in Gersthofen die Filiale „Augsburg“ des Möbelhauses IKEA.

### Schulen
Am Schulstandort Gersthofen befinden sich drei Grundschulen (Mozart-, Goethe- und Pestalozzischule), eine Förderschule (Franziskus-Schule), eine Mittelschule (Anna-Pröll-Mittelschule), das Paul-Klee-Gymnasium, sowie die International School Augsburg mit ihrem Sitz in Gersthofen, wo der Abschluss International Baccalaureate erworben werden kann. Zudem gibt es in Gersthofen noch eine Musikschule.

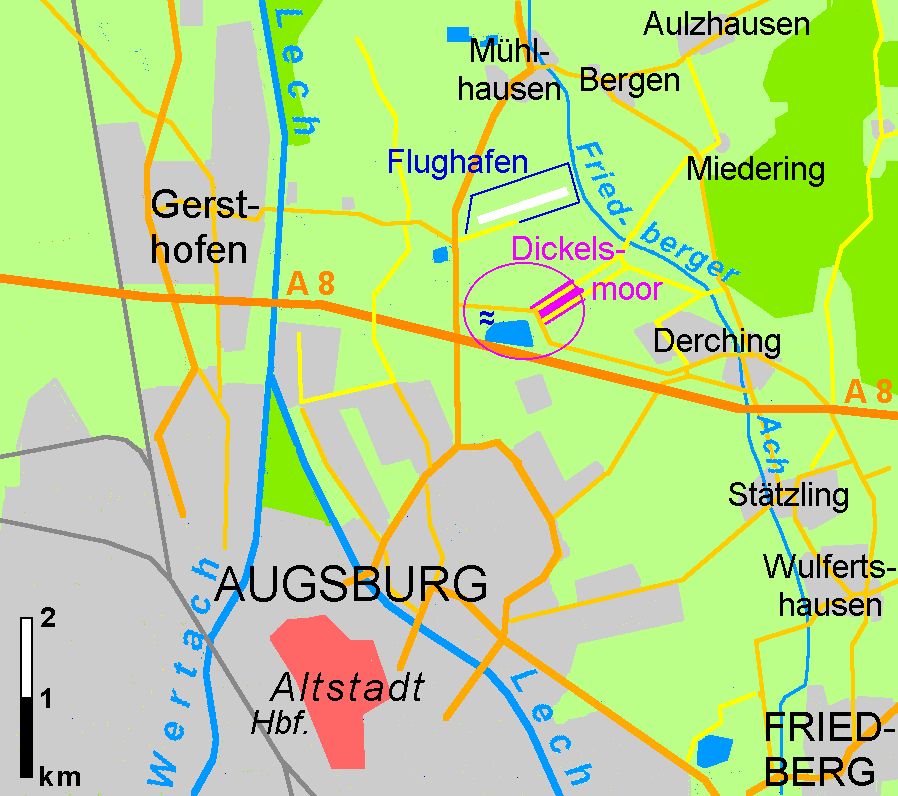
Verkehrs-Anbindungen

### Medien
- Die Landausgabe der Augsburger Allgemeinen Zeitung (Tageszeitung)
- Die Gersthofer StadtZeitung (kostenloses Wochenblatt)
- Das myheimat Stadtmagazin gersthofer (kostenloses Monatsmagazin)

### Verkehr
Gersthofen ist eine von zwei Gemeinden in Deutschland, die das Deutschlandticket für alle Einwohner bezuschusst.

#### Straßenverkehr
In Ost-West-Richtung durchquert die Autobahn A 8 Gersthofen. In Süd-Nord-Richtung verläuft die vierspurige Bundesstraße B 2 bzw. die B 17, welche mit mehreren Anschlussstellen Gersthofen anbindet.

#### Busverbindungen
Der Busbetrieb der Stadtwerke Gersthofen ist zum 1. Oktober 2006 auf die neue private Gersthofer Verkehrsgesellschaft (GVG) übergegangen, nachdem aufgrund hoher Defizite der Stadtrat Anfang 2006 gar eine Schließung des Betriebes erwogen hatte. An der neuen Verkehrsgesellschaft ist die Stadt Gersthofen mit 80 % beteiligt, die übrigen Anteile hält die Schwaben Mobil Nahverkehr Service GmbH mit Sitz in Bobingen (Landkreis Augsburg). Seit 10. Dezember 2006 fahren die grün lackierten Niederflurbusse nicht mehr zum Augsburger Hauptbahnhof. An der Haltestelle Oberhausen Nord P+R muss in die Straßenbahnlinie 4 umgestiegen werden. Mit den dort eingesetzten Combino-Tramwagen mit ca. 250 Plätzen (davon 100 Sitzplätze) besteht so zur Hauptverkehrszeit trotz des Umsteigens alle 7 Minuten eine Verbindung zum Augsburger Hauptbahnhof. Weiterhin gibt es bis Augsburg-Zentrum durchfahrende Regionalbusse, die mehrere Haltestellen in Gersthofen bedienen. Die Linie 512 fährt von Gersthofen über Hirblingen, Täfertingen, Neusäß und Augsburg West nach Steppach.

#### Bahnverbindungen
Gersthofen hat einen Bahnhof an der Bahnstrecke Augsburg–Nördlingen. Vom Bahnhof Gersthofen gibt es in der Regel stündliche Verbindungen nach Augsburg, München und Donauwörth. In den Hauptverkehrszeiten fahren zusätzliche Züge, die aber schlecht vertaktet sind (15/45 Min. o. ä.).
Das verfallene Bahnhofsgebäude von 1845 aus der Zeit des Streckenbaus wurde 2016 abgerissen. Auf der Westseite der Gleise befindet sich seit 2013 ein Park-and-ride-Parkplatz für knapp einhundert Fahrzeuge.
Bis 2026 wird ein neues Umschlagterminal an der Bahnstrecke Augsburg–Donauwörth mit vier 700 Meter langen Gleisen und zwei Portalkränen für zunächst 100.000 Ladeeinheiten gebaut. Es ersetzt das zu kleine Terminal in Augsburg-Oberhausen.

#### Flugplatz
Rund sechs Kilometer östlich liegt der Flugplatz Augsburg.

## Persönlichkeiten

### In Gersthofen geboren
- Hans Erdmenger (* 29. Oktober 1903 in Gersthofen; † 28. Dezember 1943 im Golf von Biskaya), Marineoffizier, zuletzt Kapitän zur See im Zweiten Weltkrieg sowie Träger des Ritterkreuzes des Eisernen Kreuzes.
- Linda G. Thompson (* 21. September 1948 in Gersthofen), Sängerin (u. a. Silver Convention, The Les Humphries Singers).
- Michael Martin (* 14. Juli 1963 in Gersthofen), Fotograf, Geograf und Autor.

### In Gersthofen gestorben
- Josef Helmschrott (* 1. Januar 1915 in Göggingen; † 14. September 2005 in Gersthofen), Politiker (CSU).
- Joseph Franz Xaver Stark (* 17. Dezember 1750 in See; † 31. Dezember 1816 in Gersthofen), Priester, Theologe und Autor.
- Michael Deuringer (* 23. April 1828 in Bannacker; † 4. März 1908 in Gersthofen), Politiker.

### Ehrenbürger
Die Stadt Gersthofen hat folgenden Personen das Ehrenbürgerrecht verliehen:
- 1904: Georg Ebner (* 20. November 1840 in Joshofen; † 25. Juni 1927 in Altenmünster, beerdigt in Gersthofen) von 1882 bis 1904 Lehrer und bis 30. Juni 1908 Gemeindeschreiber in Gersthofen.
- 1919: Vinzenz Langhans (* 4. April 1861 in Gersthofen; † 29. November 1936 in Gersthofen) von 1897 bis 1900 Kassier der Gemeindekrankenversicherung, von 1900 bis 1903 Beigeordneter, vom 15. April 1903 bis 30. Juni 1919 Bürgermeister.
- 1921: Franz Wolf (* 2. Juli 1855 in Hegnenbach (Altenmünster); † 24. Oktober 1935 in Dinkelscherben) vom 1. Februar 1905 bis 31. Dezember 1921 Lehrer, zuletzt Oberlehrer und Organist in Gersthofen.
- 1963: Paul Heisel (* 7. Mai 1903 in Rockenhausen) Vorstandsmitglied der Farbwerke Hoechst AG und Direktor des Werkes Gersthofen (1945 bis 1968).
- 1965: Franz Pfiffner (* 14. September 1890 in Hirblingen; † 9. November 1976 in Augsburg), 1. Bürgermeister der ehemaligen Gemeinde Hirblingen von 1933 bis 31. Dezember 1974, Ehrenbürger der ehemaligen Gemeinde Hirblingen seit 3. Dezember 1965.
- 1972: Michael Kuchenbaur (* 19. Februar 1897 in Rettenbergen; † ?), 1. Bürgermeister der ehemaligen Gemeinde Rettenbergen von 1933 bis 1955, Ehrenbürger der ehemaligen Gemeinde Rettenbergen seit 19. Februar 1972.
- 1975: Georg Wendler (* 21. Dezember 1895 in Horb a. d. Steinach; † 6. Dezember 1980 in Gersthofen), 1. Bürgermeister der Gemeinde Gersthofen von 1940 bis 1945 und des Marktes Gersthofen vom 1. Mai 1952 bis 30. April 1967.
- 1979: Markus Deffner (* 1907; † 1. August 1981 in Gersthofen), ehrenamtliches Wirken in ernährungswirtschaftlichen und berufsständischen Organisationen, Mitglied des Marktgemeinde- bzw. Stadtrates, sowie Mitglied des Kreistages Augsburg, 3. Bürgermeister der Stadt Gersthofen
- 1989: Georges Lenne (* 24. Oktober 1909 in Denain, † 22. September 2005), Bürgermeister (1959–1983) und Ehrenbürgermeister der Partnerstadt Nogent-sur-Oise
- 1990: Benno Pfiffner, Mitglied des Marktgemeinde- bzw. Stadtrates, 2. Bürgermeister der Stadt Gersthofen
- 1990: Karl Josef Weiß (* 1922; † ?), 1. Bürgermeister der Stadt Gersthofen (1967–1984)
- 2014: Josef Schuler (* 8. Januar 1931 in Batzenhofen), Kommunalpolitiker (Gemeinderat Batzenhofen 1966–1978, Stadtrat Gersthofen 1978–2014), 25 Jahre Vorstand des Musikvereins Batzenhofen, Ehrenvorstand der Freiwilligen Feuerwehr Batzenhofen, Gründungsmitglied des CSC Batzenhofen-Hirblingen

### Personen mit Bezug zu Gersthofen
- Auguste Piccard (* 28. Januar 1884 in Basel; † 24. März 1962 in Lausanne), Schweizer Wissenschaftler, Physiker und Erfinder. Piccard startete 1931 in der Nähe von Gersthofen mit seinem Stratosphären-Ballon zu einem Forschungsflug in höhere Luftschichten. Bei diesem Flug erreichten er und sein Assistent Paul Kipfer erstmals überhaupt eine Höhe von 15.781 Meter.
- Friedrich I., genannt Barbarossa (italienisch für roter Bart) (* um 1122; † 10. Juni 1190 im Fluss Saleph nahe Seleucia, Kleinarmenien) machte 1154 auf seinem Weg von Göggingen nach Goslar im Stadtteil Batzenhofen Station.
- Ludwig Hermann (* 10. April 1882 in Memmingen; † 31. Mai 1938), deutscher Chemiker und Unternehmer, leitete die Hoechst AG (heute Clariant).
- Paul Klee (* 18. Dezember 1879 in Münchenbuchsee, Kanton Bern; † 29. Juni 1940 in Muralto, Kanton Tessin) war ab dem 17. Januar 1917 am Flugplatz Gersthofen-Gablingen stationiert. Als Schreiber des Kassenwarts war ihm so ein Fronteinsatz erspart und er konnte in einem außerhalb der Kaserne gelegenen Zimmer seine Malerei fortführen. Paul Klee, Fotografie von Alexander Eliasberg, 1911

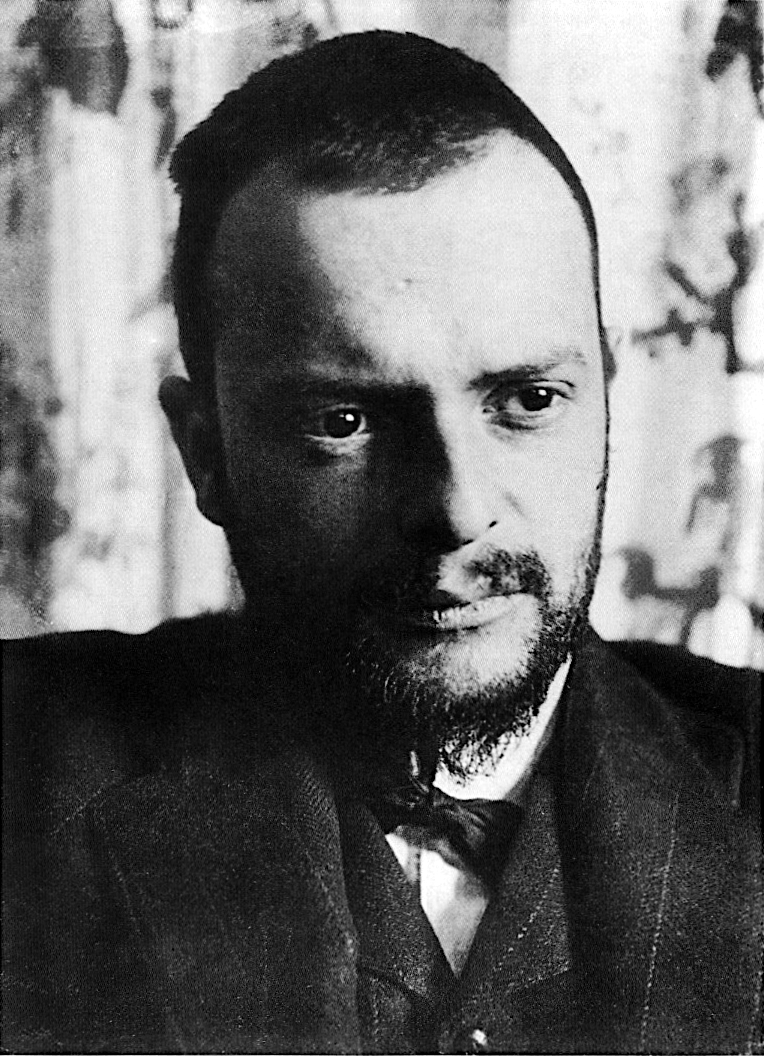
Paul Klee, Fotografie von Alexander Eliasberg, 1911

- Rainer Maria Jilg (* 17. November 1978 in Augsburg), Moderator, ist in Gersthofen aufgewachsen.
- Rudolf Erdmenger (* 29. September 1911 in Augsburg; † 1991), Verfahrenstechniker, arbeitete in Gersthofen bei der Hoechst AG.

## Wissenswertes

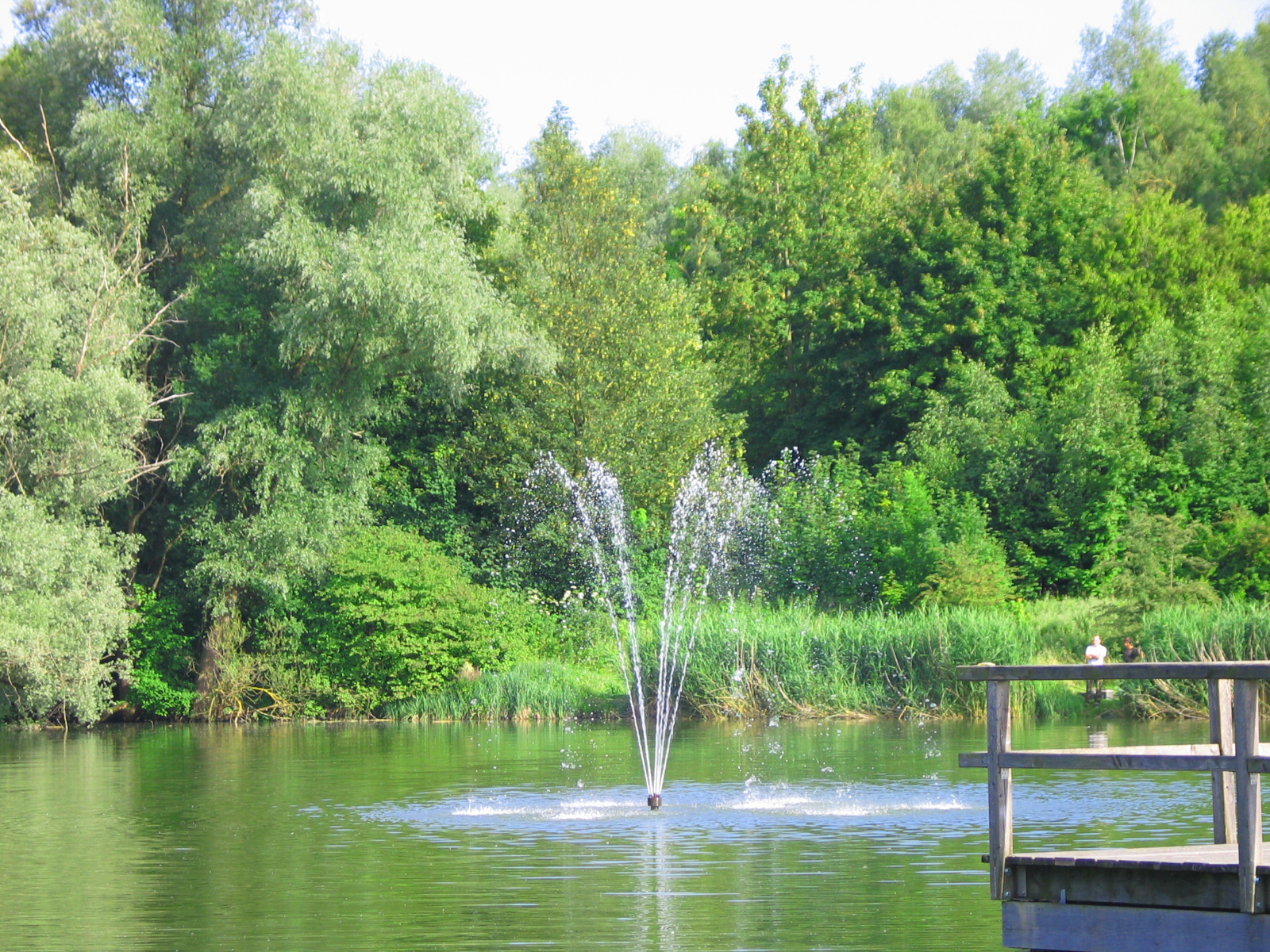
Europaweiher

- 1999 erlangte Gersthofen deutschlandweit kurzzeitig großes Aufsehen. Die Stadt zahlte jedem Einwohner 100 DM aus, da sie im Jahr davor einen Überschuss von 5 Millionen DM erwirtschaftet hatte und davon 2 Millionen an die Bürger zurückgab. Das Landratsamt hatte die ungewöhnliche Aktion rechtlich geprüft und als „gerade noch akzeptabel“ bezeichnet.
- Beim Alpenhochwasser 2005 wurden die provisorischen Fundamente des Neubaus der Lechbrücke A 8 bei Gersthofen unterspült. Die noch nicht fertiggestellte Brücke drohte einzustürzen und die bestehende alte Brücke mitzureißen.
- Von 2009 bis 2014 fand jährlich im Juni das Internationale Salsa Festival Augsburg in Gersthofen statt.
- Östlich von Gersthofen, auf der anderen Seite des Lech liegen der Augsburger Müllberg sowie der Europaweiher
- Seit 1967 findet jährlich am 31. Dezember der Internationale Silvesterlauf statt